# ویر-لا-فی
ویر-لا-فی (به فرانسوی: Villers-la-Faye) یک کمون در فرانسه با جمعیت ۴۰۱ نفر است که در Canton of Nuits-Saint-Georges واقع شده‌است.